# 広島市立安佐市民病院
広島市立安佐市民病院（ひろしましりつあさしみんびょういん）は、広島県広島市安佐北区にあった医療機関。地方独立行政法人広島市立病院機構が運営する病院である。2010年4月1日付で地域がん診療連携拠点病院の指定を受けた。

## 更新計画

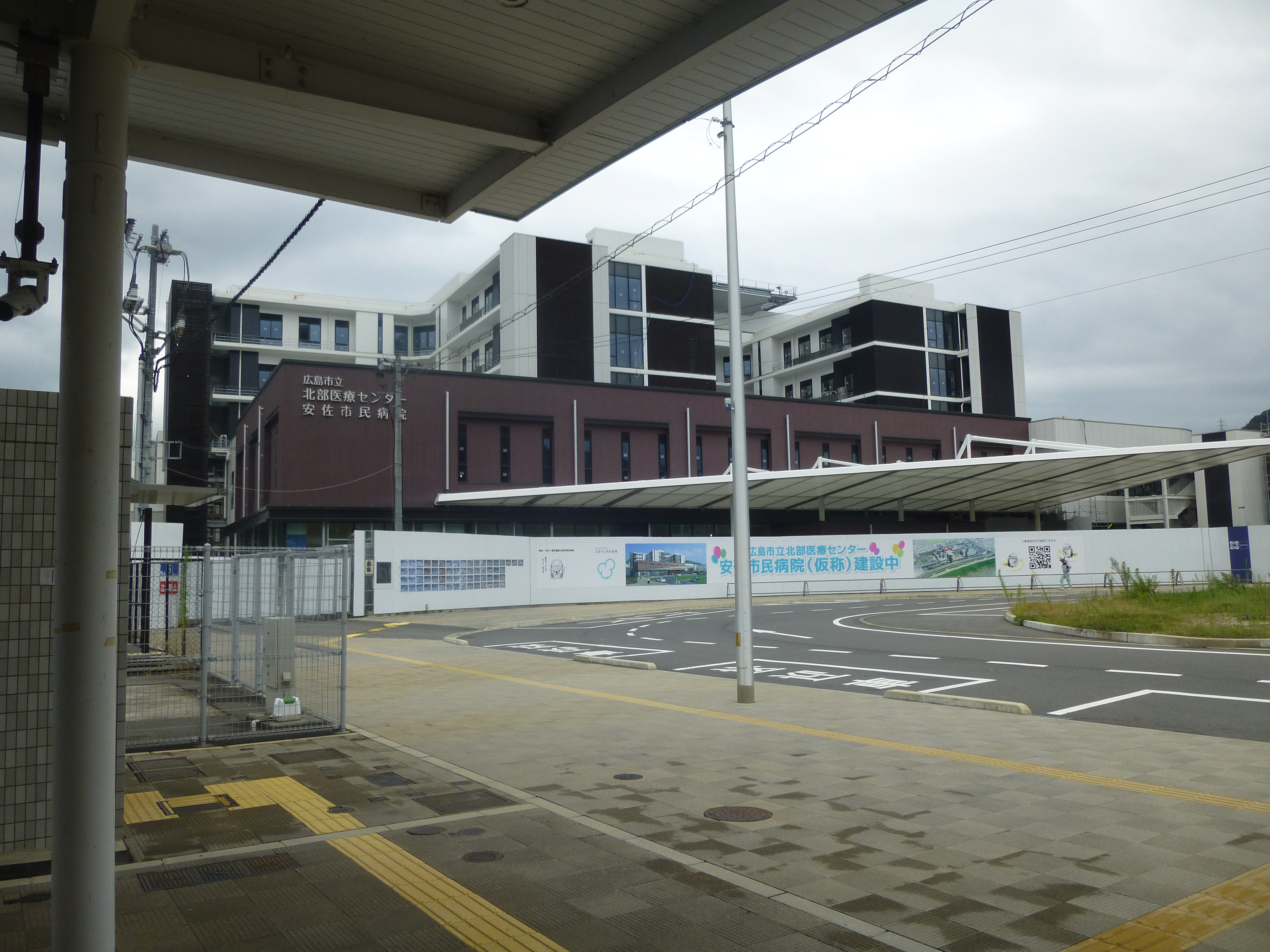
工事中の新安佐市民病院

2012年3月に、可部線再延伸実現時に終着駅が設置される予定になっている『荒下地区』に移転を計画していることが明らかになった。建設から30年が過ぎたことで施設が老朽化し耐震性も不足しており、また狭隘化による高度専門医療への対応が困難になっている事情がある。同年12月までに、『現敷地での建て替え』『荒下地区移転』の両案が纏められ、2013年1月に地域住民への初の説明会が行われた。
しかし荒下地区への移転計画には反対の声も多く、2014年2月に行われた、移転に関する費用を盛り込んだ病院事業会計の補正予算の採決は各会派内で意見が割れ自主投票とする会派が続出、最終的に採決は25対25の同数となり、議長により否決となった。
2014年6月に行われる議会への議案提出は見送り、現在地での立て替えを含め「あらゆる可能性を排除しない」とされた。
その後、旧安佐市民病院敷地内に一部機能を残したうえで、荒下県営住宅跡地に病院を新築することとなった。具体的には、病院完結型医療から地域完結型医療への転換を図るため、広島市安佐北区にある高度急性期医療を行う安佐市民病院を、高度急性期・急性期医療を行う広島市立北部医療センターと回復期医療を行う安佐医師会病院に再編する計画である。
2022年5月1日に広島市立北部医療センター安佐市民病院が開院し、入院患者50人の移送が行われた。
一方の安佐医師会病院については、旧市立安佐市民病院北館を改修し、2023年4月1日に開院した。

## 診療科
- 内科
- 循環器内科
- 内視鏡科
- 外科
- 整形外科
- 脳神経外科
- 心臓血管外科
- 小児科
- 産婦人科
- 皮膚科
- 泌尿器科
- 耳鼻咽喉科
- 眼科
- 精神科
- 放射線科
- 麻酔科
- リハビリテーション科
- 歯科
- MEセンター

## 主な指定
- 保険医療機関
- 労災保険指定医療機関
- 指定自立支援医療機関
- 生活保護法指定医療機関
- 結核医療機関
- 臨床研修指定病院
- 臨床修練指定病院
- 災害拠点病院
- 地域医療支援病院
- 地域がん診療連携拠点病院

## 交通アクセス
安佐医師会病院（旧 広島市立安佐市民病院）へのアクセス。
- JR可部線 中島駅下車、徒歩10分。
- JR可部線 可部駅下車、徒歩15分。
- 広電バス・広島交通・JRバス中国 各バスで広島文教大学入口バス停下車、徒歩5分。
- 広島交通 上原線の可部南五丁目バス停。